# Palomitas de maíz
Las palomitas de maíz —también conocidas como palomita de maíz y por otros nombres locales— es un refrigerio o aperitivo elaborado a partir de algunas variedades especiales de maíz, como el everta, el pisingallo o el curagua. Sus granos, al ser expuestos a altas temperaturas, estallan debido a la presión interna causada por la humedad contenida en su endospermo, formando una estructura blanca, esponjosa y comestible.
El término «palomita» [de maíz] —diminutivo de paloma— se emplea, según el Diccionario de la lengua española, para designar la «roseta de maíz tostado»; sinónimos de esta expresión son «roseta», «cotufa», «pororó» y «ancua». Por su parte, «roseta» [de maíz], derivado del diminutivo de rosa, se refiere al «grano de maíz que al tostarse se abre en forma de flor». El Diccionario de americanismos registra diversas denominaciones regionales para esta preparación, entre ellas «cabritas» (Chile) «canguil» (Ecuador), «cotufa» (Venezuela), «crispetas» y «maíz pira» (ambas en Colombia).

## Nombres locales
La palomita de maíz recibe distintos nombres según el país o incluso la región específica dentro de Hispanoamérica y España, reflejando la diversidad cultural y lingüística presente en estas áreas. Esta variación léxica se observa en las diferentes denominaciones con que se conoce este producto en el ámbito cotidiano.
A continuación, se presenta una lista con los principales nombres regionales empleados para referirse a las palomitas de maíz:
| Término                       | País                 | Nota                                                    | Referencias          |
| ----------------------------- | -------------------- | ------------------------------------------------------- | -------------------- |
| ancua                         | Argentina            | Norte del país                                          | [ 10 ] [ 11 ]        |
| cabritas                      | Chile                |                                                         | [ 12 ] [ 13 ]        |
| canchita                      | Perú                 |                                                         | [ 14 ] [ 15 ]        |
| canguil                       | Ecuador              |                                                         | [ 16 ]               |
| chivitas                      | México               | Guadalajara y otros lugares                             | [ 17 ]               |
| cocalecas                     | República Dominicana | Antiguamente                                            | [ 18 ] [ 19 ]        |
| cotufas                       | España               | Tomelloso (Ciudad Real), Cuenca, Santa Cruz de Tenerife | [ 20 ] [ 21 ]        |
| cotufas                       | Venezuela            | Forma usual                                             | [ 20 ]               |
| crispetas                     | Colombia             | Uso común                                               | [ 22 ]               |
| crispetas                     | México               | Coahuila, Durango                                       | [ 23 ]               |
| flores                        | España               | Valencia, Granada, Jaén                                 | [ 24 ] [ 25 ]        |
| gallitos                      | Venezuela            | Zulia                                                   | [ 26 ]               |
| maíz pira                     | Colombia             | Grano específico para elaborar crispetas                | [ 27 ]               |
| millo                         | Panamá               | Algunas regiones                                        | [ 28 ] [ 29 ]        |
| moquetes                      | España               | Alcantarilla, Murcia                                    | [ 30 ]               |
| pajaretas                     | España               | Aragón                                                  | [ 31 ]               |
| palomas                       | España               | Granada, Extremadura                                    | [ 32 ] [ 33 ]        |
| palomas                       | México               |                                                         | [ 34 ]               |
| palometas                     | España               | Aragón                                                  | [ 35 ] [ 31 ]        |
| palomitas o palomitas de maíz | Argentina            |                                                         | [ 36 ]               |
| palomitas o palomitas de maíz | Chile                |                                                         | [ 13 ]               |
| palomitas o palomitas de maíz | Costa Rica           |                                                         | [ 37 ]               |
| palomitas o palomitas de maíz | El Salvador          |                                                         | [ 38 ]               |
| palomitas o palomitas de maíz | España               |                                                         | [ 39 ]               |
| palomitas o palomitas de maíz | Guinea Ecuatorial    |                                                         | [ 40 ]               |
| palomitas o palomitas de maíz | Honduras             |                                                         | [ 41 ]               |
| palomitas o palomitas de maíz | México               |                                                         | [ 42 ] [ 43 ]        |
| palomitas o palomitas de maíz | Nicaragua            |                                                         | [ 44 ]               |
| palomitas o palomitas de maíz | Panamá               |                                                         | [ 29 ]               |
| palomitas o palomitas de maíz | Perú                 |                                                         | [ 15 ]               |
| palomitas o palomitas de maíz | República Dominicana |                                                         | [ 19 ]               |
| pipoca                        | Argentina            | Misiones                                                | [ 45 ]               |
| pipoca                        | Bolivia              |                                                         | [ 46 ] [ 47 ]        |
| pochoclo                      | Argentina            | Uso general                                             | [ 48 ] [ 49 ]        |
| pochoclo                      | Chile                | Patagonia chilena                                       | [ 48 ] [ 13 ]        |
| pop                           | Uruguay              |                                                         | [ 50 ]               |
| pocorn                        | Puerto Rico          |                                                         | [ 51 ]               |
| popcorn                       | Chile                |                                                         | [ 13 ]               |
| popcorn                       | Panamá               |                                                         | [ 29 ]               |
| popcorn                       | Perú                 |                                                         | [ 15 ]               |
| popcorn                       | Puerto Rico          |                                                         | [ 52 ]               |
| popcorn                       | República Dominicana |                                                         | [ 19 ]               |
| poporopo                      | Guatemala            |                                                         | [ 53 ] [ 54 ]        |
| pororó                        | Argentina            | Nordeste (Santa Fe, Entre Ríos, Corrientes)             | [ 55 ] [ 56 ] [ 57 ] |
| pororó                        | Bolivia              | Tarija                                                  | [ 55 ] [ 56 ] [ 58 ] |
| pororó                        | Paraguay             |                                                         | [ 59 ]               |
| pororó                        | Uruguay              |                                                         | [ 55 ] [ 56 ] [ 60 ] |
| poscón                        | Puerto Rico          |                                                         | [ 51 ]               |
| pururú                        | Argentina            | Córdoba                                                 | [ 61 ] [ 62 ]        |
| rosas                         | España               | Provincia de Granada                                    | [ 63 ]               |
| roscas                        | España               | Provincia de Las Palmas                                 | [ 64 ]               |
| rosetas                       | Argentina            | Misiones                                                | [ 65 ]               |
| rosetas                       | Cuba                 |                                                         | [ 66 ] [ 67 ]        |
| rosetas                       | España               | Málaga, Granada, zonas de Almería y Jaén, Valencia      | [ 68 ] [ 69 ]        |
| rosetas                       | Puerto Rico          |                                                         | [ 66 ] [ 52 ]        |
| rositas                       | Argentina            |                                                         | [ 70 ]               |
| rositas                       | Cuba                 |                                                         | [ 71 ]               |
| rositas                       | España               | Alicante y Valencia                                     | [ 68 ] [ 72 ]        |
| rositas                       | República Dominicana |                                                         | [ 71 ]               |
| tostones                      | España               | Almería                                                 | [ 73 ] [ 74 ]        |
| tostones                      | España               | Murcia                                                  | [ 75 ]               |

## Historia

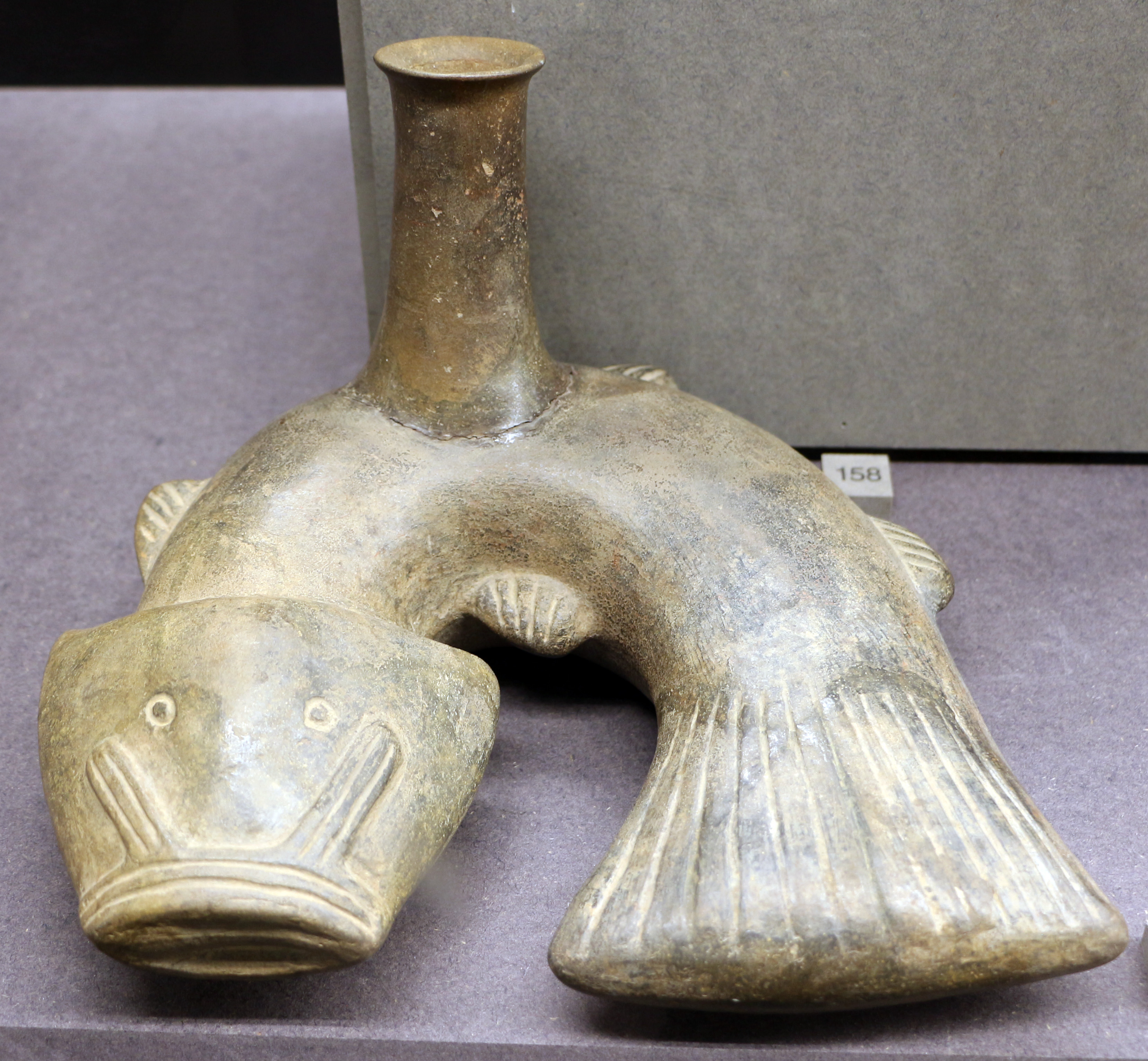
Botella con forma de pez, aproximadamente Cultura Chavín (Perú)

En la costa norte del Perú, la evidencia fósil señala que el cultivo de maíz ya existía hacia el año 4700 a. C., y que el uso de granos reventados se documenta desde hace al menos un milenio. En tumbas de las culturas precerámica fueron encontrados granos de maíz que estallaron cuando fueron calentados en laboratorio, lo que confirmó que ya se conocía y aprovechaba esta propiedad hace más de seis milenios. 
En la llamada Cueva del Murciélago, en lo que hoy es Nuevo México, arqueólogos descubrieron mazorcas minúsculas —algunas del tamaño de la uña del pulgar— que datan de alrededor de 3600 a. C. Se trata de uno de los registros más antiguos del maíz reventador en Norteamérica. Estos granos habrían sido calentados directamente sobre brasas o en recipientes rústicos, evidenciando técnicas de cocción muy tempranas.
El maíz reventado no solo se consumía como alimento en la Mesoamérica y Sudamérica precolombinas, sino que también desempeñaba una función simbólica y ornamental. Los aztecas, por ejemplo, elaboraban collares y tocados con maíz reventado que utilizaban en ceremonias religiosas dedicadas a sus dioses, como Tláloc, deidad de la lluvia. En regiones andinas y mesoamericanas se documentan métodos de cocción como el uso de arena caliente o vasijas de barro colocadas al fuego, que permitían reventar los granos sin quemarlos.

Imagen de rituales aztecas. Códice Florentino.

Tras la llegada de los españoles al continente, algunos cronistas españoles, entre los que se encuentra Bernardino de Sahagún, documentaron el consumo de maíz reventado entre los pueblos originarios de América. Estos registros incluyeron referencias tanto a su uso como alimento cotidiano como a su función decorativa en contextos rituales.
| «Los alimentos no sólo se ofrendaban; también era común hacer collares de flores o de tamales, de mazorcas y de maíz reventado que llamaban momochtli'» — Bernardino de Sahagún |

Sin embargo en Europa, el maíz no alcanzó la popularidad que tenía en América, ya que, tras su introducción a finales del siglo XV, no se integró plenamente en la dieta, en la que continuaban predominando cereales como el trigo. En muchas regiones se destinó principalmente a la alimentación animal y, cuando se consumía como alimento humano, la ausencia de la técnica del nixtamalizado provocó deficiencias nutricionales como la pelagra.
En 1612, exploradores franceses que viajaban por la región de los Grandes Lagos observaron que los pueblos iroqueses ya reventaban maíz utilizando vasijas de arcilla y arena caliente. Además, documentaron que durante los banquetes se servían sopas y cervezas elaboradas con este tipo de grano inflado.
Con el paso del tiempo, y especialmente durante el siglo XIX, el maíz reventado comenzó a popularizarse fuera de las comunidades indígenas como comida callejera en Estados Unidos, especialmente en ferias, mercados y espectáculos públicos. Su bajo costo y la facilidad de preparación lo convirtieron en un bocadillo atractivo para vendedores ambulantes.

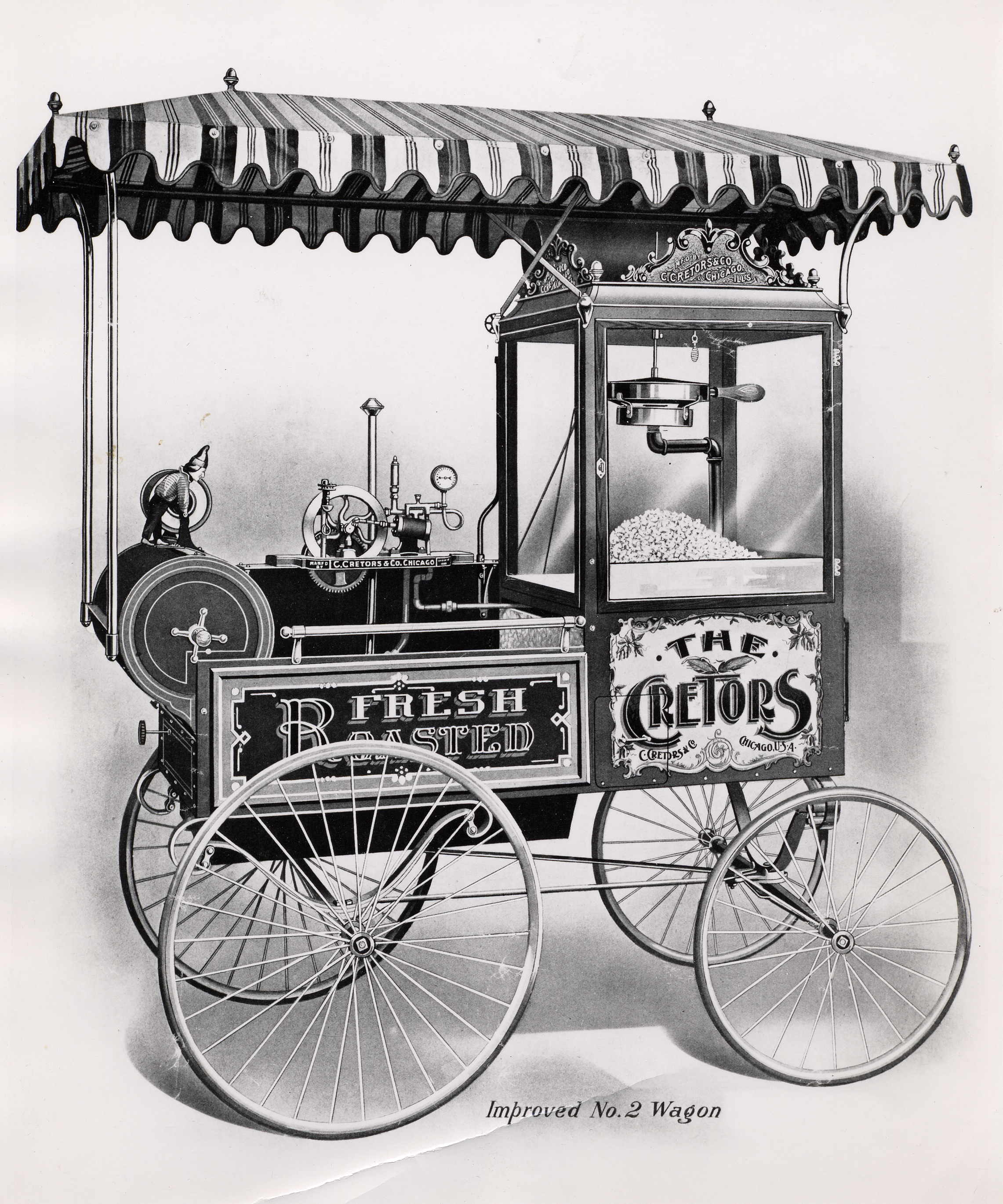
Una de las primeras máquinas de rosetas de maíz en un carrito callejero, inventada en la década de 1880 por Charles Cretors en Chicago.

En 1885, Charles Cretors, un empresario de Chicago, patentó la primera máquina comercial de hacer maíz reventado accionada por vapor. Este aparato permitía una producción continua, uniforme y de mejor sabor, gracias a que podía añadir condimentos mientras reventaba el grano. La máquina se convirtió rápidamente en un elemento habitual de ferias, plazas y eventos multitudinarios, marcando un antes y un después en la venta del maíz reventado.
La presentación oficial de la máquina de Cretors ante un público numeroso se dio en la «Exposición Mundial Colombina de Chicago en 1893». Allí, el maíz reventado se consolidó como un producto de consumo popular, asociado a la experiencia de espectáculos públicos. Este evento ayudó a que su venta se extendiera por todo el país en la última década del siglo XIX.
Durante las primeras décadas del siglo XX, la palomita de maíz era un refrigerio frecuente en circos, carnavales y espectáculos callejeros, pero todavía no se vendía dentro de las salas de cine. En ese momento, los teatros intentaban mantener una imagen de «alta cultura» y evitaban permitir comida en sus instalaciones. Sin embargo, vendedores ambulantes se apostaban fuera de los cines para ofrecer maíz reventado a los asistentes.
La crisis económica de la Gran Depresión transformó por completo la relación de la palomita de maíz con el cine. Debido a su bajo costo de producción y alto margen de ganancia, se convirtió en una fuente crucial de ingresos para los cines, que empezaron a permitir e incluso promover su venta interna. Empresarios como Julia Braden, en Kansas City, y Samuel M. Rubin, en Nueva York, instalaron quioscos permanentes en las salas, iniciando la asociación que persiste hasta hoy.
Durante la Segunda Guerra Mundial, el racionamiento de azúcar limitó la producción de dulces, lo que impulsó aún más el consumo de la palomita de maíz como opción económica y disponible. Para entonces, más de la mitad del maíz reventado consumido en Estados Unidos se comía en salas de cine.
Con la popularización de la televisión en los hogares, la asistencia al cine disminuyó, pero la palomita de maíz mantuvo su posición como símbolo de la experiencia cinematográfica. Al mismo tiempo, comenzó a expandirse su consumo doméstico con versiones para preparar en la estufa.
En 1981-1982, en la URSS, con el fin de aumentar la eficiencia de la absorción de nutrientes, se desarrolló un dispositivo para la irradiación infrarroja de granos forrajeros (convirtiendo el grano en un análogo de las palomitas de maíz), que comenzó a funcionar en la región de Lipetsk. Como resultado, se descubrió que los nutrientes de estas "palomitas de maíz" se absorbían casi el doble que los de los granos integrales (es decir, aproximadamente al mismo nivel que los de los granos hervidos) y se cocinaban más rápido que las "gachas" (dependiendo de la cantidad de grano, la irradiación requería de 15 a 100 segundos).
En la década de 1980, la palomita de maíz ya estaba completamente arraigada en la cultura de las cadenas de cine en todo el mundo. La llegada de la versión para horno microondas disparó su consumo doméstico, mientras que en el ámbito comercial surgieron variantes saborizadas, como caramelo, queso o mantequilla extra.

## Elaboración

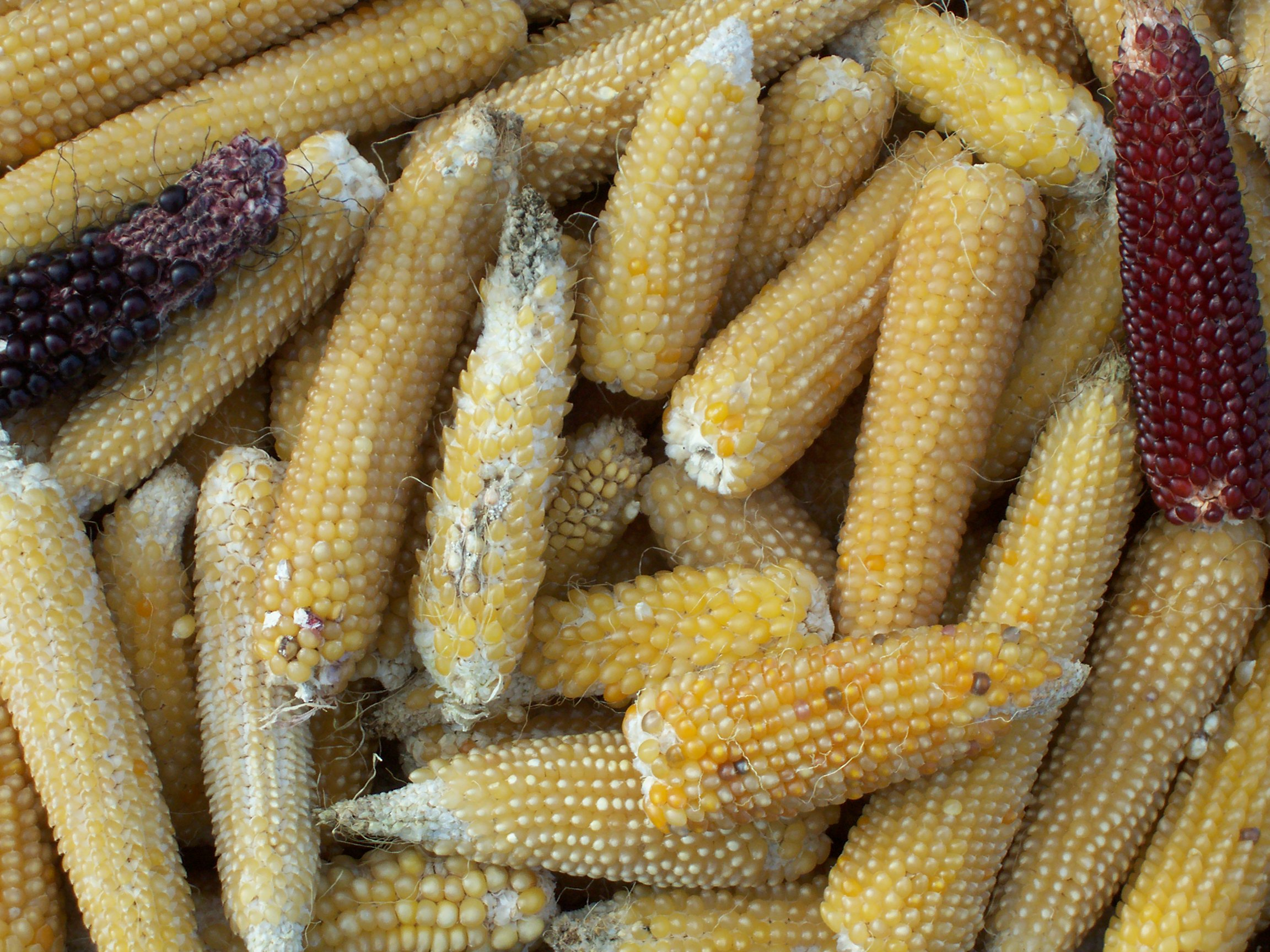
Maíz para palomitas, denominado «maíz pisingallo» en algunas regiones de América.

Para la elaboración de las palomitas de maíz se emplean granos de maíz de determinadas variedades, en particular aquellas conocidas como maíz reventón, rosetero, pisingallo o everata. Estos granos se calientan en un recipiente —habitualmente con aceite vegetal— hasta que se produce su expansión explosiva.
El estallido se debe al sobrecalentamiento de la humedad y el almidón contenidos en el interior del grano, lo que genera una súbita presión que provoca la ruptura de la cáscara externa y la formación de una masa esponjosa de color blanco.
Dado que los granos pueden proyectarse durante el proceso de expansión, es común utilizar recipientes con tapa. El proceso se acompaña de sonidos característicos y de un aroma distintivo.
También existen presentaciones comerciales diseñadas para su cocción en horno de microondas, envasadas en bolsas de papel especiales que contienen aceite y sal.
La palomita de maíz suele consumirse con sal y mantequilla, o bien en versiones acarameladas. Su consumo es habitual como golosina, especialmente en funciones de cine.

## Proceso de estallido

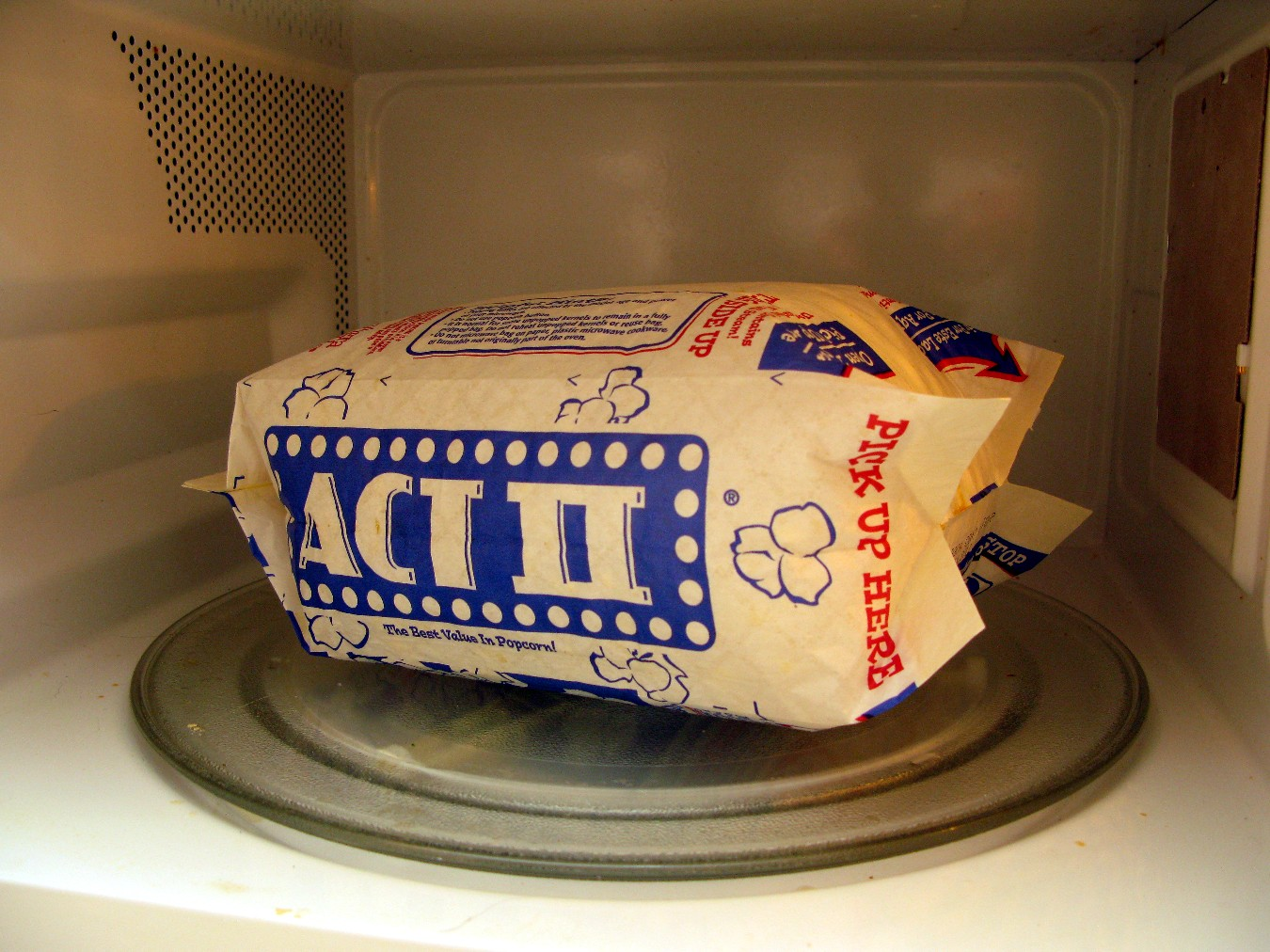
Una bolsa de palomitas para microondas.

Como ocurre con otros granos de cereales, cada grano de maíz apto para reventar contiene una cantidad específica de humedad en su endospermo, el cual está compuesto en hasta un 90 % por almidón. A diferencia de la mayoría de los demás tipos de maíz, la capa exterior o pericarpio de estas variedades es especialmente gruesa e impermeable.
Cuando el grano se calienta por encima del punto de ebullición del agua (100 °C), y alcanza temperaturas cercanas a los 175 °C, la humedad interna comienza a transformarse en vapor de agua, generando presiones internas de hasta aproximadamente 9 atmósferas.
En granos comunes —y en aquellos defectuosos dentro del maíz para reventar— el vapor se libera antes de alcanzar presión suficiente, pero en los granos adecuados, la corteza retiene el vapor hasta que la presión interna supera la resistencia del pericarpio, lo que produce una ruptura explosiva.
Esta explosión invierte el grano de adentro hacia afuera y expone el endospermo. Debido a que la humedad se encontraba uniformemente distribuida en su interior, la expansión repentina genera una espuma sólida, responsable de la textura característica de las palomitas de maíz.
Existen dos explicaciones principales para aquellos granos que no explotan tras la exposición al calor:
- En algunos casos, los granos carecen de suficiente humedad para generar el vapor necesario.
- En otros, según una investigación de 2005 realizada por el Dr. Bruce Hamaker en la Universidad de Purdue, el pericarpio podría presentar microperforaciones que impiden la acumulación de presión adecuada para provocar el estallido.